# Saint-Martin-en-Campagne
Saint-Martin-en-Campagne település Franciaországban, Seine-Maritime megyében. Lakosainak száma 1231 fő (2018. január 1.).

## Népesség
A település népessége az elmúlt években az alábbi módon változott:
| Lakosok száma | 484  | 544  | 562  | 1104 | 1000 | 1311 | 1256 | 9680 | 1293 | 1231 |
|               | 1962 | 1968 | 1975 | 1990 | 1999 | 2008 | 2013 | 2016 | 2017 | 2018 |